# Koreanische Währungsgeschichte
Die koreanische Währungsgeschichte beginnt um die Zeit der Goryeo-Dynastie (918–1392), in der die ersten Münzen hergestellt wurden. Das erste legale Papiergeld wurde während der Joseon-Periode (1392–1897) eingeführt. Anstelle von Münzen wurde es als Handelsmittel verwendet, bis es Anfang des 16. Jahrhunderts abgeschafft wurde.
Die koreanische Währung nahm im Laufe der Zeit bis heute mehrere Veränderungen auf sich. Zurückzuführen waren diese auf politische und wirtschaftliche Ereignisse, die das Land selbst nach der Teilung in Nordkorea und Südkorea beeinflussten.

## Geschichte
Die Geschichte der koreanischen Währung beginnt zur Goryeo-Periode (918–1392 n. Chr.), in der Münzen aus der chinesischen Song-Dynastie (960–1279 n. Chr.) importiert und in Umlauf gebracht wurden. Vor dieser Zeit war Tauschhandel, basierend auf Reis und Tuch, das wichtigste Handelsmittel.
Trotzdem wurden in den alten koreanischen Gräbern chinesische Münzen gefunden, die 2000 Jahre alt sind und beweisen, dass die Menschen in Korea mit Münzen vertraut waren. Die ersten Münzen, die tatsächlich in Korea geprägt wurden, traten zur Herrschaft von König Seonjeong (996 n. Chr.) auf. Diese wurden in Bronze und Eisen gegossen und basierten auf der üblichen chinesischen Geldmünze, die rund mit einem quadratischen Loch in der Mitte war.
Während der Herrschaft von Taejong gab Korea, im Jahre 1401, sein erstes Papiergeld heraus.
Die Banknoten, auch Jeohwa genannt, wurden aus schwarzer Maulbeerrinde hergestellt und anstelle von Münzen verwendet. Bronzemünzen wurden erst im Jahre 1423, während der Herrschaft von König Sejong, wiedereingeführt. Diese Münzen hatten die Inschrift Chosun Tong Bo ("Chosun Währung"). Münzen die im 17. Jahrhundert geprägt wurden, wurden schließlich zum Erfolg und bildeten einen großen Teil des Austauschsystems nach dieser Zeit.
Im Jahre 1633 wurde der Mun die Hauptwährung von Korea. Kupfer- und Bronze-Münzen wurden in dieser Währungseinheit ausgegeben.

### Mun (1633–1892)
Im Jahre 1633 wurde der Mun, der für die Prägung Koreas am stärksten repräsentativ geworden ist, erstmals gegossen. Die Münzen mit der Inschrift Sang Pyeong Tong Bo (wörtlich übersetzt: „immer exakte Münze“) wurden für mehr als 250 Jahre (1633–1891 n. Chr.) verwendet, was bis heute länger als jede andere Münze in der koreanischen Geschichte war. Der Mun ähnelt dem chinesischen Wen (verwandt mit dem japanischen Mon und vietnamesischen Van). Die Münzen wurden in Kupfer oder Bronze gegossen und waren rund mit quadratischen Löchern. Der Mun wurde 1892 mit der Einführung des Yang ersetzt.

### Yang (1892–1902)
Der Yang war die Währung von Korea zwischen 1892 und 1902, der sich in 10 Jeon, 100 Bun und 5 Yang = 1 Hwan unterteilte. Zuvor wurde im Jahre 1888 eine kleine Anzahl von Münzen, Hwan und Mun, geprägt. Diese Münzen waren die ersten modernen Münzen aus Zinn in verschiedenen Größen und Denominierungen, 5 davon vergoldet, 5 versilbert und 5 verkupfert. 1892 wurde der Yang als Hauptwährung eingeführt, obwohl er in der Vergangenheit schon einmal benutzt wurde. Der Yang ist verwandt mit dem chinesischen Tael (Liang auf Chinesisch). Ein Yang wurde in 100 Fun unterteilt, die zur ersten koreanischen Dezimalwährung führte. Fun ist verwandt mit dem chinesischen Wort Fen und bezieht sich auf 1/100 eines chinesischen Yuan im modernen Kontext. Die Münzen trugen alle den Titel des Staates "Großes Joseon" (Großes Korea), gefolgt von "Joseon" (= Korea) und dann "Daehan"(= Korea). Bis 1897 wurde das dynastische Datierungssystem verwendet und danach das Jahr mit dem Regentschaftsnamen. Eine Reihe von Banknoten wurde vom Finanzministerium gedruckt, aber nie ausgestellt. Der Kontakt zum Westen war die Folge zur Auflage und Zirkulation der modernen Währung in den letzten Jahren des alten koreanischen Reiches.

### Won (1902–1910)

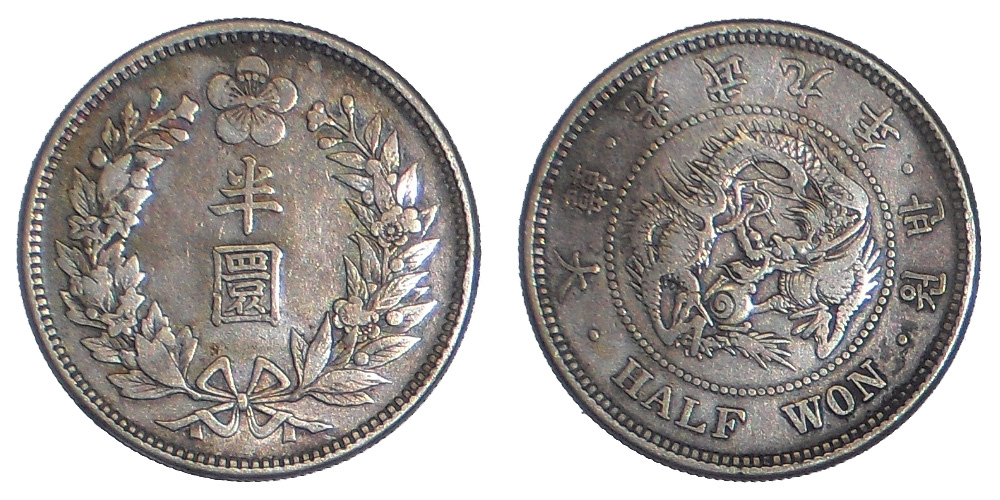
Halber koreanischer Won (1905)

Mit dem Kurs 5 Yang = 1 Won ersetzte der Won 1902 seinen Vorgänger. Sieben Jahre später wurde die Bank von Korea gegründet, die in der Hauptstadt Seoul als Zentralbank fundierte und modernere Währungsarten emittierte. Die neue Währung war wertmäßig dem japanischen Yen ebenbürtig, wurde dann aber 1910 von dem koreanischen Yen wieder ersetzt. Neben diesem Zahlungsmittel gab es gleichzeitig koreanische Yen-Banknoten, die von der Dai Ichi Bank gleichzeitig in Umlauf waren.

### Yen (1910–1945)

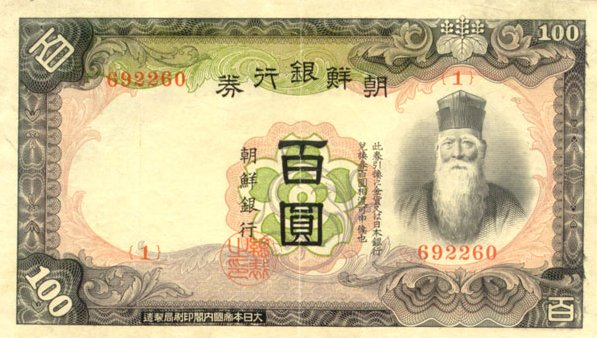
100 koreanische Yen (1938)

Im Jahre 1902 bekam die Dai-Ichi Bank, welche die staatlichen Zollgebühren von Korea regelten, die Erlaubnis der koreanischen Regierung, Banknoten in Yen (1, 5 und 10 Yen) auszugeben. Diese waren mit der japanischen Währung im Verhältnis 1:1 umwandelbar, wobei der Gesamtbetrag der Emission auf 1,3 Millionen Yen festgesetzt wurde.
Im Jahre 1909 wurde die Bank von Korea in Seoul als Zentralbank gegründet. 1910 wurde durch die Annektierung Koreas der koreanische Won wieder abgeschafft und mit dem japanischen Yen ersetzt. Nachdem Korea die eigene Souveränität an Japan verloren hatte, wurde die Bank von Korea in Chōsen Ginko umbenannt. Der japanische Yen wurde bis zum Ende des Zweiten Weltkriegs 1945 verwendet.
Geprägt von der japanischen Dominanz, veränderte sich die Wirtschaft des Landes und bewirkte damit auch einen Wandel in dem koreanischen Währungssystem.
Den koreanischen Won ersetzten der Yen und die kleinere Währungseinheit Sen. Durch die Teilung Koreas in einen Nord- und Südteil spaltete sich das Zahlungssystem mit gleichbleibenden Nennwert in südkoreanische Won und nordkoreanische Won.

## Nordkoreanische Won (seit 1947)
Zwei weitere Jahre verwendete Nordkorea, nach der Teilung des Landes, den koreanischen Yen. 1947 wurde am 6. Dezember die Zentralbank der Demokratischen Volksrepublik Korea gegründet und eine neue Landeswährung eingeführt. Der Wechselkurs entsprach dem des sowjetischen Rubel, wurde aber im Februar 1959 zu einer Rate von 100:1 neu bewertet. Neue Won wurden emittiert.
Die neue Landeswährung erfuhr in den darauffolgenden Jahren mehrere Wertverluste, die durch die nachfolgende Wertminderung und Prädomination des sowjetischen Rubel hervorgerufen wurde.
Da die Wechselkurse der Banken dem der Schwarzmärkte glichen, war die nordkoreanische Regierung zwischen 1978 und 2001 in der Lage, den Wechselkurs auf 2,16 Won zum US-Dollar zu halten. Eine galoppierende Inflation zerfraß den koreanischen Won in dem Ausmaß, dass der Wert angeblich dem des südkoreanischen Won entsprach. Trotz allem sind andere Währungen, darunter auch der US-Dollar, auf dem Schwarzmarkt mehr wert als offiziell.
Nach Berichten der BBC aus 2009 wurden in manchen Einkaufszentren der Hauptstadt Pjöngjang ausschließlich der japanische Yen und der US-Dollar als gültiges Zahlungsmittel akzeptiert. In Nordkorea sollen im April 2013 auch der Euro und chinesische Yuan / Renminbi für Zahlungen zulässig sein. Da aber mehr Renminbi in das Land gebracht werden als Euro, wird das Wechselgeld in Renminbi herausgegeben.

## Südkoreanische Won

### Won (1945–1953)

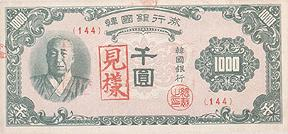
1000 südkoreanische Won (1950)

Nach der Teilung des Landes ersetzte der südkoreanische Won den koreanischen Yen, dem die kleinere Währungseinheit Jeon zugewiesen wurde. In den Teilwährungen von 5 Jeon bis 100 Jeon wurde die neue Währung größtenteils mit höheren Werten ausgegeben, nachdem das Währungsmanagement 1950 zur Bank von Korea wechselte.
1950 wurde von der Bank von Korea die erste Banknote in Umlauf gebracht. Diese wurde von Japans National Printing Bureau gedruckt; im folgenden Jahr übernahm das die Korea Minting and Security Printing Corporation, die zu diesem Zweck gegründet wurde.
Als der Won 1945 eingeführt wurde, besaß er den gleichen Wechselkurs wie Japan, nämlich 1 Won = 1 Yen, im Oktober des gleichen Jahres entschied man sich aber zum US-Dollar als Bezugswährung mit dem Verhältnis 15 Won = 1 Dollar zu wechseln. Zum Ende des koreanischen Krieges verlor der Won drastisch an Wert, sodass er bei 6000 Won = 1 Dollar stand. Bei der Einführung der neuen Währung, dem Hwan, stand der Wechselkurs bei 1 Hwan = 100 Won.

### Hwan (1953–1962)

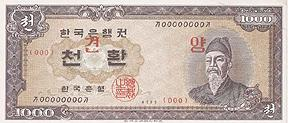
1000 südkoreanische Hwan (1960)

Am 15. Februar 1953 wurde der Hwan mit einem Kurs von 1 Hwan = 100 Won aufgrund der Wertminderung des Won eingeführt. Dieser wurde in 100 Jeon unterteilt, die jedoch nie zur Anwendung kamen. Die Emittierung von neuen Banknoten in Nennwerten zwischen 10 und 1000 Hwan fand statt. Zum Jahre 1959 wurden in Südkorea zum ersten Mal Münzen eingeführt, die niedrigere Teilwährungen ersetzen sollten.
Da es der Währung an Wechselmöglichkeiten fehlte, wurden die Erstausgaben der Banknoten von dem United States Government Printing Office kommissioniert. Die Herausgabe war in fünf Teilwährungen mit gleichendem Design, von denen einige zu einer späteren Zeit dem koreanischen Thema angepasst wurden. Einen Monat darauf folgte schon die neue 100 Hwan Banknote.
Bereits während der Einführung stand der Wechselkurs 60 Hwan = 1 Dollar, was sich bis zum Ende der Währung auf 1250 Hwan = 1 Dollar verschlechterte und zur Wiedereinführung des Won in 1962 mit 10 Hwan = 1 Won verleitete.

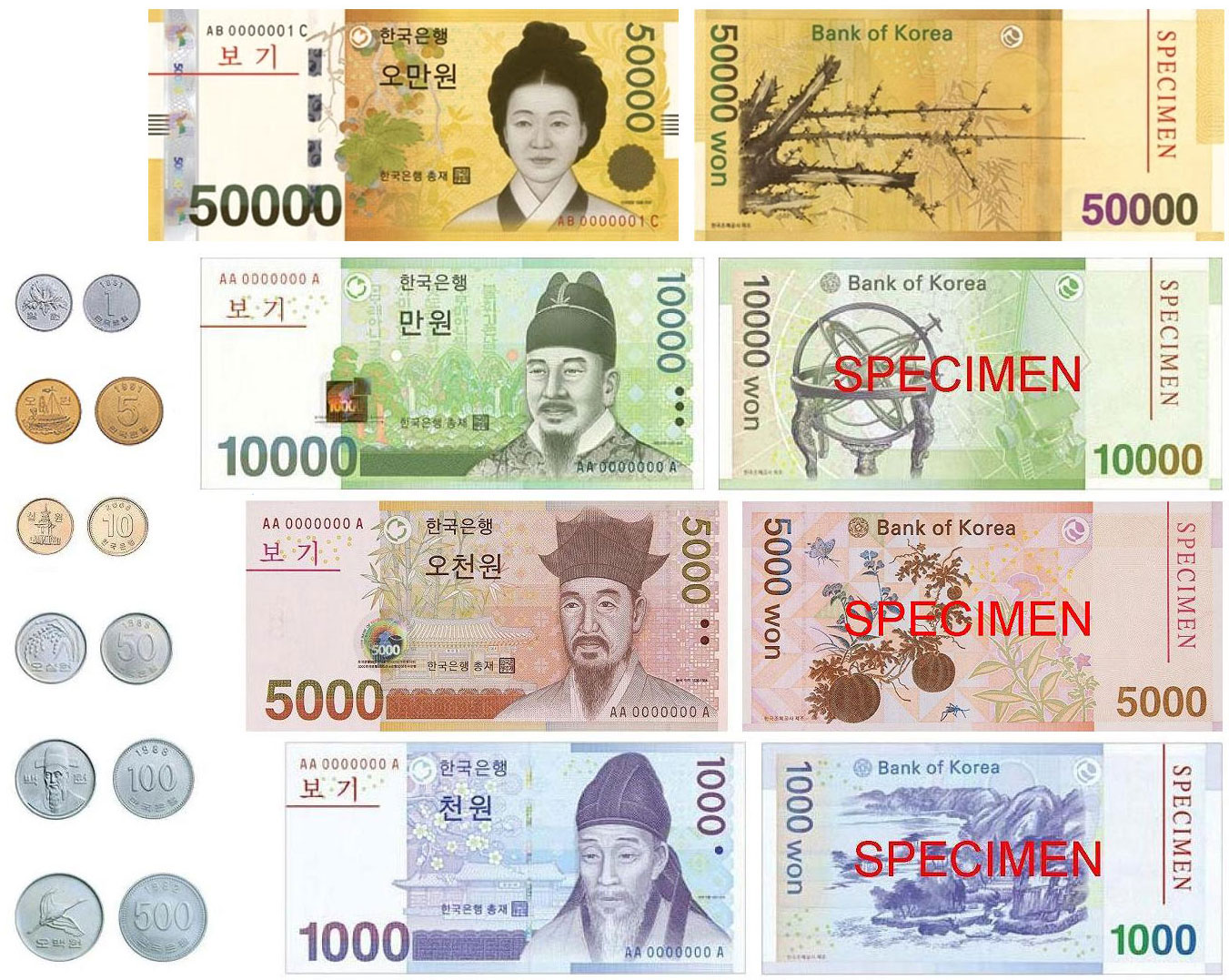
Südkoreanische Währung

Bis zum 21. März 1962 blieben noch die Münzen der 10 Hwan und 50 Hwan im Umlauf.

### Won (ab 1962)
Am 10. Juni 1962 wurde der Won wieder als offizielle Währung Südkoreas eingeführt, da der Hwan zu viel an Wert verlor und sich der Wert immer noch am US-Dollar orientierte. Bis zum 24. Dezember 1997 blieb diese Orientierung als freie Währung erhalten. Der Won verlor allerdings aufgrund der Asienkrise beinahe die Hälfte seines Wertes.

## Zeitliche Übersicht der Währungseinheiten in Korea
| Periode | Kleinere Währungseinheit | Kleinere Währungseinheit | Kleinere Währungseinheit | Kleinere Währungseinheit | Hauptwährungseinheit | Hauptwährungseinheit | Hauptwährungseinheit | Übergeordnete Währungseinheit | Übergeordnete Währungseinheit | Übergeordnete Währungseinheit | Übergeordnete Währungseinheit | Bemerkung                                                                                        |
| Periode | Englisch | Hanja                    | Hangul                   | Verhältnis               | Englisch             | Hanja                | Hangul               | Englisch                      | Hanja                         | Hangul                        | Verhältnis                    | Bemerkung                                                                                        |
| --- | --- | ------------------------ | ------------------------ | ------------------------ | -------------------- | -------------------- | -------------------- | ----------------------------- | ----------------------------- | ----------------------------- | ----------------------------- | ------------------------------------------------------------------------------------------------ |
| 1892–1902 | fun | 分                       | 푼                       | 1/100                    | yang                 | 兩                   | 냥                   | hwan                          | 圜                            | 환                            | 5                             |                                                                                                  |
| 1902–1910 | chon | 錢                       | 전                       | 1/100                    | won                  | 圓                   | 원                   | Keine                         | Keine                         | Keine                         | Keine                         | 1 Won = 5 Yang der vorherigen Periode                                                            |
| 1902–1945 | sen | 錢                       | N/A                      | 1/100                    | yen                  | 圓                   | N/A                  | Keine                         | Keine                         | Keine                         | Keine                         | 1 Yen = 1 Won = 5 Yang                                                                           |
| 1902–1945 | Aufgrund der japanischen Herrschaft, basieren die englischen Übersetzungen auf der japanischen und chinesischen Lautschrift. |                          |                          |                          |                      |                      |                      |                               |                               |                               |                               |                                                                                                  |
| Nordkorea 1945–heute                                                                                         | chon | 錢                       | 전                       | 1/100                    | won                  | 圓                   | 원                   | Keine                         | Keine                         | Keine                         | Keine                         | 1 Won = 1 Yen in 1945 1 neuer Won = 1 alter Won in 1959. Nutzung von Hanja verschwand nach 1959. |
| Südkorea 1945–1953                                                                                           | chon | 錢                       | 전                       | 1/100                    | won                  | 圓                   | 원                   | Keine                         | Keine                         | Keine                         | Keine                         | 1 Won = 1 Yen                                                                                    |
| Südkorea 1953–1962                                                                                           | chon | 錢                       | 전                       | 1/100                    | hwan                 | 圜                   | 환                   | Keine                         | Keine                         | Keine                         | Keine                         | 1 Hwan = 100 Won von der vorherigen Periode                                                      |
| Südkorea 1962–heute                                                                                          | jeon | 錢                       | 전                       | 1/100                    | won                  | N/A                  | 원                   | Keine                         | Keine                         | Keine                         | Keine                         | 1 Won = 10 Hwan der vorherigen Periode                                                           |
| Fett = tatsächlicher Aufdruck auf den Banknoten und Prägung auf den Münzen Dies ist eine übersetzte Version. | |                          |                          |                          |                      |                      |                      |                               |                               |                               |                               |                                                                                                  |